# تيط مليل
تيط مليل (بالأمازيغية: ⵜⵉⵟⵟ ⵎⵍⵍⵉⵍⵏ Tiṭṭ Mlliln) هي بلدة مغربية وجماعة حضرية في ضواحي الدار البيضاء ، وهي تابعة لإقليم مديونة ، وتضم منطقة صناعية كبيرة ومطار إقليمي. بلغ عدد سكان هذه الجماعة الحضرية 11.710 نسمة سنة 2004.